# The great pretender (single)
The great pretender is een nummer geschreven door Buck Ram, de manager van de Amerikaanse rhythm-and-bluesband The Platters. In 1955 nam de band de single voor het eerst op. Op 3 november 1955 werd de single uitgebracht en werd een nummer 1-hit in de Amerikaanse Billboard Hot 100. Het nummer werd diverse malen gecoverd, onder meer door Freddie Mercury, Dolly Parton en Sam Cooke. De formatie Drukwerk nam in 1984 een Nederlandstalige versie op onder de titel Kapsones.

## Hitnoteringen

### NPO Radio 2 Top 2000
| Nummer met noteringen in de NPO Radio 2 Top 2000 | '99  | '00  | '01  | '02  | '03  | '04  | '05  | '06  | '07  | '08  |
| ------------------------------------------------ | ---- | ---- | ---- | ---- | ---- | ---- | ---- | ---- | ---- | ---- |
| The Great Pretender (The Platters)               | 1248 | 1135 | 1814 | 1758 | 1417 | 1631 | 1813 | 1621 | 1979 | 1690 |

1. ↑  Een vetgedrukt getal geeft de hoogste notering aan.
2. ↑  Deze tabel is bijgewerkt tot en met de laatste editie (2024).

### Evergreen Top 1000
| Evergreen Top 1000 "The Great Pretender" | Evergreen Top 1000 "The Great Pretender" | Evergreen Top 1000 "The Great Pretender" | Evergreen Top 1000 "The Great Pretender" | Evergreen Top 1000 "The Great Pretender" | Evergreen Top 1000 "The Great Pretender" | Evergreen Top 1000 "The Great Pretender" | Evergreen Top 1000 "The Great Pretender" | Evergreen Top 1000 "The Great Pretender" | Evergreen Top 1000 "The Great Pretender" | Evergreen Top 1000 "The Great Pretender" | Evergreen Top 1000 "The Great Pretender" | Evergreen Top 1000 "The Great Pretender" | Evergreen Top 1000 "The Great Pretender" | Evergreen Top 1000 "The Great Pretender" | Evergreen Top 1000 "The Great Pretender" |
| Jaar                                     | 2008                                     | 2009                                     | 2010                                     | 2011                                     | 2012                                     | 2013                                     | 2014                                     | 2015                                     | 2016                                     | 2017                                     | 2018                                     | 2019                                     | 2020                                     | 2021                                     | 2022                                     |
| ---------------------------------------- | ---------------------------------------- | ---------------------------------------- | ---------------------------------------- | ---------------------------------------- | ---------------------------------------- | ---------------------------------------- | ---------------------------------------- | ---------------------------------------- | ---------------------------------------- | ---------------------------------------- | ---------------------------------------- | ---------------------------------------- | ---------------------------------------- | ---------------------------------------- | ---------------------------------------- |
| Positie                                  | 101                                      | 251                                      | 303                                      | 291                                      | 211                                      | 161                                      | 266                                      | 236                                      | 295                                      | 382                                      | 464                                      | 423                                      | 425                                      | 562                                      | 530                                      |

## Freddie Mercury
In 1987 coverde de Britse zanger Freddie Mercury het nummer The great pretender en bracht het uit op single. In 1992, na het overlijden van Mercury kwam het nummer weer in de hitparade terecht.

### Videoclip
In de bijbehorende muziekclip vallen de achtergrondzangeressen, gespeeld door Mercury, Roger Taylor en Peter Straker, op die een rechtopstaande pruik dragen. Daarnaast zijn fragmenten te zien die uit verschillende Queenmuziekclips lijken te komen, waaronder I Want to Break Free, It's a Hard Life en Crazy Little Thing Called Love, maar speciaal voor deze clip zijn opgenomen.

### Hitnoteringen

#### Nederlandse Top 40
| Hitnotering: (Week 1 t/m 7) 21-03-1987 t/m 02-05-1987 Hitnotering: (Week 8 t/m 12) 05-12-1992 t/m 09-01-1993 | Hitnotering: (Week 1 t/m 7) 21-03-1987 t/m 02-05-1987 Hitnotering: (Week 8 t/m 12) 05-12-1992 t/m 09-01-1993 | Hitnotering: (Week 1 t/m 7) 21-03-1987 t/m 02-05-1987 Hitnotering: (Week 8 t/m 12) 05-12-1992 t/m 09-01-1993 | Hitnotering: (Week 1 t/m 7) 21-03-1987 t/m 02-05-1987 Hitnotering: (Week 8 t/m 12) 05-12-1992 t/m 09-01-1993 | Hitnotering: (Week 1 t/m 7) 21-03-1987 t/m 02-05-1987 Hitnotering: (Week 8 t/m 12) 05-12-1992 t/m 09-01-1993 | Hitnotering: (Week 1 t/m 7) 21-03-1987 t/m 02-05-1987 Hitnotering: (Week 8 t/m 12) 05-12-1992 t/m 09-01-1993 | Hitnotering: (Week 1 t/m 7) 21-03-1987 t/m 02-05-1987 Hitnotering: (Week 8 t/m 12) 05-12-1992 t/m 09-01-1993 | Hitnotering: (Week 1 t/m 7) 21-03-1987 t/m 02-05-1987 Hitnotering: (Week 8 t/m 12) 05-12-1992 t/m 09-01-1993 | Hitnotering: (Week 1 t/m 7) 21-03-1987 t/m 02-05-1987 Hitnotering: (Week 8 t/m 12) 05-12-1992 t/m 09-01-1993 | Hitnotering: (Week 1 t/m 7) 21-03-1987 t/m 02-05-1987 Hitnotering: (Week 8 t/m 12) 05-12-1992 t/m 09-01-1993 | Hitnotering: (Week 1 t/m 7) 21-03-1987 t/m 02-05-1987 Hitnotering: (Week 8 t/m 12) 05-12-1992 t/m 09-01-1993 | Hitnotering: (Week 1 t/m 7) 21-03-1987 t/m 02-05-1987 Hitnotering: (Week 8 t/m 12) 05-12-1992 t/m 09-01-1993 | Hitnotering: (Week 1 t/m 7) 21-03-1987 t/m 02-05-1987 Hitnotering: (Week 8 t/m 12) 05-12-1992 t/m 09-01-1993 | Hitnotering: (Week 1 t/m 7) 21-03-1987 t/m 02-05-1987 Hitnotering: (Week 8 t/m 12) 05-12-1992 t/m 09-01-1993 | Hitnotering: (Week 1 t/m 7) 21-03-1987 t/m 02-05-1987 Hitnotering: (Week 8 t/m 12) 05-12-1992 t/m 09-01-1993 |
| Week: | 1 | 2 | 3 | 4 | 5 | 6 | 7 | | 8 | 9 | 10 | 11 | 12 | |
| --- | --- | --- | --- | --- | --- | --- | --- | --- | --- | --- | --- | --- | --- | --- |
| Positie: | 28 | 18 | 11 | 9 | 12 | 17 | 29 | uit | 29 | 21 | 18 | 20 | 37 | uit |

#### NederlandseSingle Top 100
| Hitnotering: (Week 1 t/m 9) 21-03-1987 t/m 16-05-1987 Hitnotering: (Week 10 t/m 17) 28-11-1992 t/m 30-01-1993 | Hitnotering: (Week 1 t/m 9) 21-03-1987 t/m 16-05-1987 Hitnotering: (Week 10 t/m 17) 28-11-1992 t/m 30-01-1993 | Hitnotering: (Week 1 t/m 9) 21-03-1987 t/m 16-05-1987 Hitnotering: (Week 10 t/m 17) 28-11-1992 t/m 30-01-1993 | Hitnotering: (Week 1 t/m 9) 21-03-1987 t/m 16-05-1987 Hitnotering: (Week 10 t/m 17) 28-11-1992 t/m 30-01-1993 | Hitnotering: (Week 1 t/m 9) 21-03-1987 t/m 16-05-1987 Hitnotering: (Week 10 t/m 17) 28-11-1992 t/m 30-01-1993 | Hitnotering: (Week 1 t/m 9) 21-03-1987 t/m 16-05-1987 Hitnotering: (Week 10 t/m 17) 28-11-1992 t/m 30-01-1993 | Hitnotering: (Week 1 t/m 9) 21-03-1987 t/m 16-05-1987 Hitnotering: (Week 10 t/m 17) 28-11-1992 t/m 30-01-1993 | Hitnotering: (Week 1 t/m 9) 21-03-1987 t/m 16-05-1987 Hitnotering: (Week 10 t/m 17) 28-11-1992 t/m 30-01-1993 | Hitnotering: (Week 1 t/m 9) 21-03-1987 t/m 16-05-1987 Hitnotering: (Week 10 t/m 17) 28-11-1992 t/m 30-01-1993 | Hitnotering: (Week 1 t/m 9) 21-03-1987 t/m 16-05-1987 Hitnotering: (Week 10 t/m 17) 28-11-1992 t/m 30-01-1993 | Hitnotering: (Week 1 t/m 9) 21-03-1987 t/m 16-05-1987 Hitnotering: (Week 10 t/m 17) 28-11-1992 t/m 30-01-1993 | Hitnotering: (Week 1 t/m 9) 21-03-1987 t/m 16-05-1987 Hitnotering: (Week 10 t/m 17) 28-11-1992 t/m 30-01-1993 | Hitnotering: (Week 1 t/m 9) 21-03-1987 t/m 16-05-1987 Hitnotering: (Week 10 t/m 17) 28-11-1992 t/m 30-01-1993 | Hitnotering: (Week 1 t/m 9) 21-03-1987 t/m 16-05-1987 Hitnotering: (Week 10 t/m 17) 28-11-1992 t/m 30-01-1993 | Hitnotering: (Week 1 t/m 9) 21-03-1987 t/m 16-05-1987 Hitnotering: (Week 10 t/m 17) 28-11-1992 t/m 30-01-1993 | Hitnotering: (Week 1 t/m 9) 21-03-1987 t/m 16-05-1987 Hitnotering: (Week 10 t/m 17) 28-11-1992 t/m 30-01-1993 | Hitnotering: (Week 1 t/m 9) 21-03-1987 t/m 16-05-1987 Hitnotering: (Week 10 t/m 17) 28-11-1992 t/m 30-01-1993 | Hitnotering: (Week 1 t/m 9) 21-03-1987 t/m 16-05-1987 Hitnotering: (Week 10 t/m 17) 28-11-1992 t/m 30-01-1993 | Hitnotering: (Week 1 t/m 9) 21-03-1987 t/m 16-05-1987 Hitnotering: (Week 10 t/m 17) 28-11-1992 t/m 30-01-1993 | Hitnotering: (Week 1 t/m 9) 21-03-1987 t/m 16-05-1987 Hitnotering: (Week 10 t/m 17) 28-11-1992 t/m 30-01-1993 | Hitnotering: (Week 1 t/m 9) 21-03-1987 t/m 16-05-1987 Hitnotering: (Week 10 t/m 17) 28-11-1992 t/m 30-01-1993 |
| Week: | 1 | 2 | 3 | 4 | 5 | 6 | 7 | 8 | 9 | | 10 | 11 | 12 | 13 | 14 | 15 | 16 | 17 | 18 | |
| --- | --- | --- | --- | --- | --- | --- | --- | --- | --- | --- | --- | --- | --- | --- | --- | --- | --- | --- | --- | --- |
| Positie: | 25 | 12 | 11 | 11 | 23 | 28 | 34 | 48 | 81 | uit | 90 | 61 | 34 | 24 | 21 | 22 | 29 | 42 | 65 | uit |

#### VlaamseRadio 2 Top 30
| Hitnotering: (Week 1 t/ 8) 28-03-1987 t/m 16-05-1987 Hitnotering: (Week 9) 23-01-1993 | Hitnotering: (Week 1 t/ 8) 28-03-1987 t/m 16-05-1987 Hitnotering: (Week 9) 23-01-1993 | Hitnotering: (Week 1 t/ 8) 28-03-1987 t/m 16-05-1987 Hitnotering: (Week 9) 23-01-1993 | Hitnotering: (Week 1 t/ 8) 28-03-1987 t/m 16-05-1987 Hitnotering: (Week 9) 23-01-1993 | Hitnotering: (Week 1 t/ 8) 28-03-1987 t/m 16-05-1987 Hitnotering: (Week 9) 23-01-1993 | Hitnotering: (Week 1 t/ 8) 28-03-1987 t/m 16-05-1987 Hitnotering: (Week 9) 23-01-1993 | Hitnotering: (Week 1 t/ 8) 28-03-1987 t/m 16-05-1987 Hitnotering: (Week 9) 23-01-1993 | Hitnotering: (Week 1 t/ 8) 28-03-1987 t/m 16-05-1987 Hitnotering: (Week 9) 23-01-1993 | Hitnotering: (Week 1 t/ 8) 28-03-1987 t/m 16-05-1987 Hitnotering: (Week 9) 23-01-1993 | Hitnotering: (Week 1 t/ 8) 28-03-1987 t/m 16-05-1987 Hitnotering: (Week 9) 23-01-1993 | Hitnotering: (Week 1 t/ 8) 28-03-1987 t/m 16-05-1987 Hitnotering: (Week 9) 23-01-1993 | Hitnotering: (Week 1 t/ 8) 28-03-1987 t/m 16-05-1987 Hitnotering: (Week 9) 23-01-1993 |
| Week:                                                                                 | 1                                                                                     | 2                                                                                     | 3                                                                                     | 4                                                                                     | 5                                                                                     | 6                                                                                     | 7                                                                                     | 8                                                                                     |                                                                                       | 9                                                                                     |                                                                                       |
| ------------------------------------------------------------------------------------- | ------------------------------------------------------------------------------------- | ------------------------------------------------------------------------------------- | ------------------------------------------------------------------------------------- | ------------------------------------------------------------------------------------- | ------------------------------------------------------------------------------------- | ------------------------------------------------------------------------------------- | ------------------------------------------------------------------------------------- | ------------------------------------------------------------------------------------- | ------------------------------------------------------------------------------------- | ------------------------------------------------------------------------------------- | ------------------------------------------------------------------------------------- |
| Positie:                                                                              | 27                                                                                    | 11                                                                                    | 8                                                                                     | 6                                                                                     | 7                                                                                     | 6                                                                                     | 18                                                                                    | 14                                                                                    | uit                                                                                   | 19                                                                                    | uit                                                                                   |

#### NPO Radio 2 Top 2000
| Nummer met noteringen in de NPO Radio 2 Top 2000 | '05  | '06 | '07  | '08 | '09  | '10  | '11  | '12  | '13  | '14-'17 | '18  |
| ------------------------------------------------ | ---- | --- | ---- | --- | ---- | ---- | ---- | ---- | ---- | ------- | ---- |
| The Great Pretender (Freddie Mercury)            | 1558 | -   | 1952 | -   | 1855 | 1852 | 1702 | 1880 | 1893 | -       | 1975 |

1. ↑  Een '-' betekent dat het nummer niet was genoteerd en een vetgedrukt getal geeft de hoogste notering aan.
2. ↑  2005 was het eerste jaar met een notering voor dit nummer.
3. ↑  Deze tabel is bijgewerkt tot en met de laatste editie (2024).